# Estádio Guillermo Laza
O Estádio Guillermo Laza é um estádio multi-esportivo localizado em Villa Soldati, bairro da cidade de Buenos Aires, Argentina. A praça esportiva pertencente ao Club Deportivo Riestra foi inaugurada em 20 de fevereiro de 1993 e tem capacidade para cerca de 3.000 torcedores.

## História

### Inauguração
O atual estádio do Riestra foi inaugurado em 20 de fevereiro de 1993, com uma partida entre a equipe da casa e o clube Atlas de General Rodriguez válido pelo campeonato da Primera D. Até a inauguração da nova cancha, o Riestra ficou jogando de 1981 até 1993 em estádios alugados e sempre distantes de sua hinchada.

### Origem do nome
O nome do estádio é uma homenagem a Guillermo Laza, um ex-dirigente da instituição.

## Localização
O estádio encontra-se localizado no cruzamento da Avenida Varela com a  rua Ana María Janer, no bairro portenho de Villa Soldati. Apesar de frequentemente ser associado ao bairro de Flores por sua proximidade com o Estádio Pedro Bidegain (também conhecido como El Nuevo Gasómetro) e com a Villa 1–11–14. A sede social do Deportivo Riestra fica apenas 1 km de distância do estádio.